# Ярилгач (озеро)
Ярилга́ч (крим. Yarılğaç), Саси́к (крим. Sasık) або Карлавське  — озеро в Україні, 4-те за площею озеро колишнього Чорноморського району і 5-те — Тарханкутського півострова, розташоване на північному заході Євпаторійського району. Площа водного дзеркала — 1.6 км². Тип загальної мінералізації - гірко-солоне. Походження — лиманне. Група гідрологічного режиму — безстічне.

## Географія
Входить до Тарханкутської групу озер. Ярилгач являє собою невелике грязе-солоне озеро, розташоване на північному заході Євпаторійського району Криму. Довжина — 2.3 км. Ширина: середня — 1.6 км, найбільша — 4.1 км. Глибина: середня — 0.2 м, найбільша — 0.45 м. Висота над рівнем моря — 0.4 м. Озеро використовується для рекреації.
Разом з озерами Джарилгач і Панське входить до групи озер, прилеглих до Ярилгачської бухти. Від Ярилгацької бухти озеро відділене перешийком (піщаним пересипом) (де розташована дорога Т-01-07), а від озера Джарилгач — перешийком (де розташована дорога Міжводне-Красна Поляна). Утворилося в результаті затоплення морем пригирлових частин балок і відмежовування їх від моря піщано-черепашковими пересипами. Пересип озера до теперішнього часу геологічно повністю не склався, збереглися пониження, які проривають під час штормів у морі.
Рівень води в залежності від сезону значно коливається: навесні та восени він збільшується за рахунок вод Ярилгацької бухти, які потрапляють під час розливів і штормів, іноді перекриваючи автомобільне сполучення з районним селищним центром Чорноморське дорогою ' 'Т-01-07; влітку рівень часто падає до критичного рівня через дуже посушливу погоду в липні і серпні.
Середньорічна кількість опадів — менше 350 мм. Основне джерело — поверхневі і підземні води Причорноморського артезіанського басейну.

## Рекреація
Дно озера вкрите шаром високомінералізованої грязі шаром від 5 до 35 см. Крім грязей на дні озера, грязі також розташовані в резервуарі, що на захід від озера (через насипну дорогу).
Мулові сульфатові грязі озера постановою Кабінету міністрів України від 11.12.1996 р., № 1499; ДСТУ 878-93 віднесені до лікувальних. Воду місцеві мешканці використовують у лікувальних цілях.
На думку Кримської республіканської асоціації «Екологія і світ», рекреаційний ресурс озера — лікувальні грязі знищуються під дією безконтрольного масового використання. Фахівці асоціації вважають, що використання ресурсу має проходити під контролем Міністерства охорони здоров'я та санітарних служб Криму.